# 경일고등학교 (부산)
경일고등학교(慶一高等學校)는 대한민국 부산광역시 강서구 명지동에 있는 사립 고등학교이다.

## 학교 연혁
- 1986년 10월 20일 : 경일여자상업고등학교 설립 추진
- 1986년 12월 22일 : 경일여자상업고등학교 설립 인가(상업과 6학급)
- 1997년 3월 1일 : 경일정보여자고등학교 교명 변경
- 2005년 3월 1일 : 경일정보고등학교 교명 변경
- 2007년 3월 1일 : 경일고등학교 교명 변경
- 2011년 9월 7일 : 학칙 변경(학교장전형 일반계고 6학급)
- 2022년 1월 19일 : 제7대 김상윤 이사장 취임
- 2022년 12월 21일 : 제34회 졸업식(170명) (총 졸업생수 8,264명)
- 2023년 3월 1일 : 제11대 허성찬 교장 취임
- 2023년 3월 2일 : 제37회 입학식(408명)

## 참고 자료
- 경일고등학교 - 한국교육학술정보원 학교알리미